# Zwerg-Barnevelder
Das Zwerg-Barnevelder (englisch Barnevelder Bantam) ist ein Zwerghuhn, das ab 1922 in Deutschland erzüchtet wurde. In den Niederlanden entstand durch Kreuzung von Zwerg-Barneveldern und Indischen Kämpfern später eine eigene Zuchtlinie, die nach wie vor sehr beliebt ist. Der Zwerg-Barnevelder ist abgeleitet vom Barnevelder, einer nach der niederländischen Ortschaft Barneveld benannten Hühnerrasse (Barneveld ist seit langer Zeit ein bekanntes Zentrum der niederländischen Geflügelproduktion).

## Geschichte
Erste Zwerg-Barnevelder wurden in den Niederlanden gezüchtet, wo sie zuerst 1921 auf der Geflügelschau in Utrecht ausgestellt wurden.
1931 erfolgte die Anerkennung der Rasse nach jahrelanger züchterischer Tätigkeit, insbesondere durch Dietrich Gießen (Mülheim an der Ruhr). Gießen verpaarte eine klein gebliebene braun-schwarz-doppeltgesäumte Henne der Großrasse mit einem Zwerg-Rhodeländer-Hahn. Weiterhin wurden goldene Zwerg-Wyandotten, Deutsche Zwerg-Langschan und fasanenbraune Indische-Zwergkämpfer eingekreuzt. Parallel zu Gießens Bemühungen in Deutschland bemühten sich auch Züchter um eine Verzwergung der großen Barnevelder in Großbritannien, wo sich die Rasse allerdings nicht etablierte.
1954 wurde der schwarze und 1960 der weiße Farbenschlag in den Rassestandard aufgenommen. Beide wurden durch Hans Altheinz (Kirchhain/Hessen) erzüchtet.
In den 80er Jahren des 20. Jahrhunderts kamen der dunkelbraune (Karl Röder, Maintal/Hessen, 1987) und der kennfarbige Farbenschlag (Kurt Göbel, Hochheim/Hessen, 1988) dazu.
Braun-blau-doppelgesäumte Tiere wurden von K.H. Holtkamp (Hille/Ostwestfalen) aus den Niederlanden importiert. 1987 wurden auch sie anerkannt, enttäuschten mit ihren Zuchteigenschaften zunächst aber, sodass Klaus Gebhard (Kasendorf/Bayern) damit begann, sie erneut zu erzüchten.

## Rassetypische Merkmale
Das Zwerg-Barnevelder ist laut BDRG-Rassestandard „ein Zwerghuhn mit geräumigem Körper, breitem, mittelhohen Stand, stolzer Haltung sowie angenehm lebhaftem Temperament.“ Die Hähne wiegen 1200 g, während es die Hennen auf 1000 g bringen.

## Verhalten und Haltung
Die Tiere gelten als ruhig und zutraulich. Darüber hinaus sind sie robust, sodass sie sich auch für Anfänger in der Hühnerhaltung eignen.

## Nutzeigenschaften
Die Zwerg-Barnevelder legen recht viele, große und außergewöhnlich dunkelbraune Eier. Der Rassestandard gibt Mindestwerte von 150 Stück bei einem Gewicht von 40 g vor.

## Verbreitung
Laut Zuchttiererfassung 2016 des Bundes Deutscher Rassegeflügelzüchter stehen die Zwerg-Barnevelder an Platz 5 der beliebtesten Zwerghühner. Hier wurden 957 Zuchthähne und 4147 Zuchthennen erfasst. Hierbei handelt es sich wohlgemerkt nur um gemeldete Zuchttiere. Der Autor des Abschlussberichts beklagt die geringe Meldemoral der Züchter, sodass davon auszugehen ist, dass es deutlich mehr Zuchttiere gibt. Die guten Nutzeigenschaften, die unkomplizierte Haltung und das Wesen der Tiere lassen außerdem vermuten, dass es auch einen großen Tierbestand bei reinen Tierhaltern gibt.